# باشگاه ورزشی اورلئان
باشگاه ورزشی اورلئان (انگلیسی: US Orléans) یک باشگاه فوتبال فرانسوی مستقر در اورلئان است که در حال حاضر در لیگ ملی فرانسه، سومین سطح لیگ فوتبال در این کشور به فعالیت می‌پردازد. 